# Авелановий хрест
Авелановий хрест —  форма геральдичного хреста, яка нагадує чотири горіхи ліщини в пюсці, що з'єднані разом більшою стороною. Термін походить від латинської назви ліщини: Nux avellana.   Такий хрест досить рідкісний в англійській геральдиці.

## Список літератури

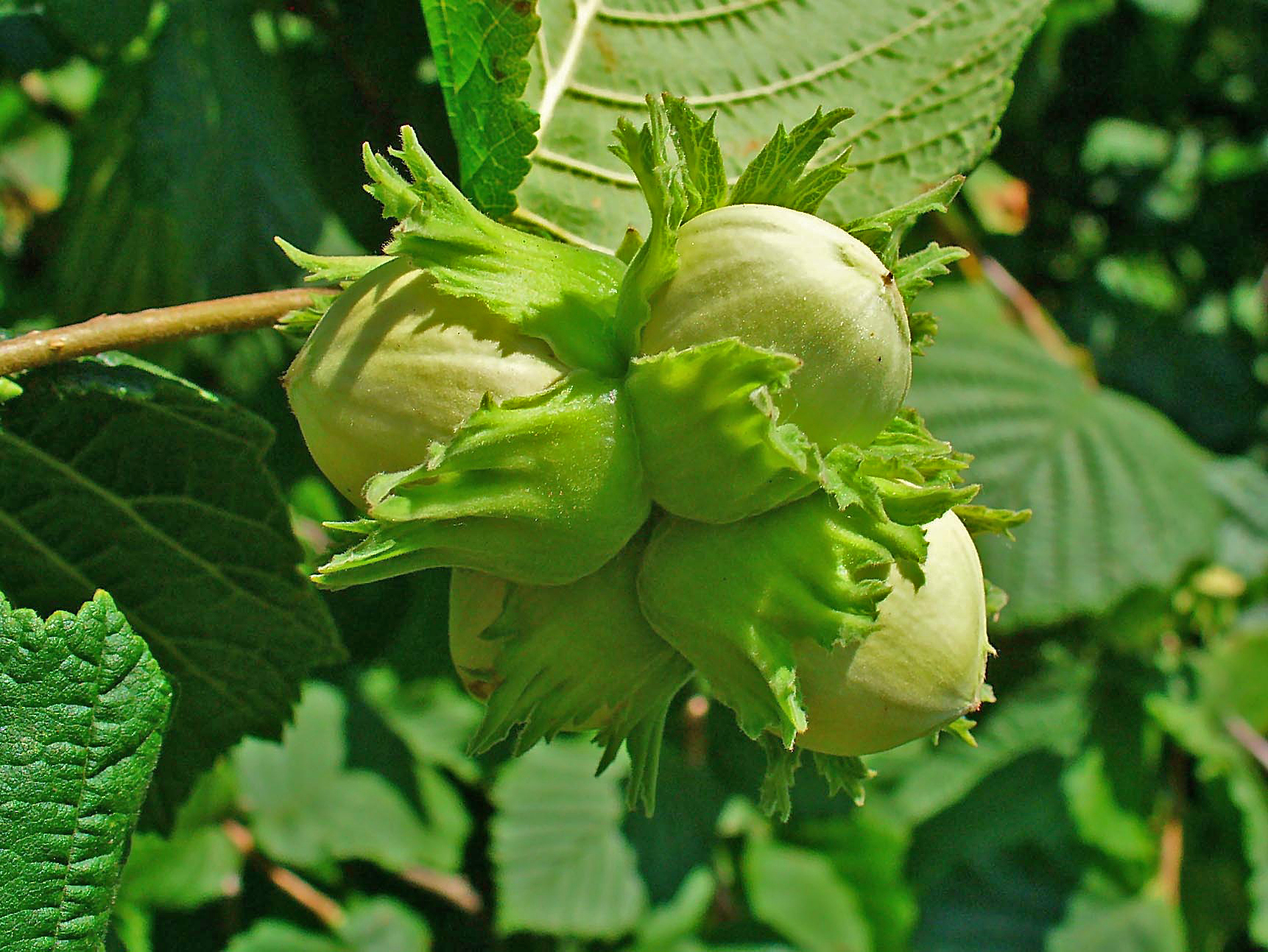
Горішки, які лягли в основу хреста